# Fudoshin
Fudōshin (不動心) è uno stato di equanimità o imperturbabilità (letteralmente "cuore - mente - attenzione" "immobile") - una dimensione mentale/filosofica di un'arte marziale (usualmente giapponese) che contribuisce all'efficacia del professionista avanzato.
Fudōshin è uno spirito di calma irremovibile e determinazione, di coraggio senza avventatezza, di stabilità radicata sia nel regno mentale sia nel regno fisico. Come un salice, possenti radici affondano nella terra mentre flessibili e tenaci rami oppongono, ai venti che soffiano, una leggera accomodante resistenza.
Fudō myō-ō (不動明王) è una divinità buddhista (e uno dei tredici Buddha Giapponesi) che porta una spada in una mano (per recidere delusione e ignoranza) e una corda nell'altra (per legare "le forze del male", e le passioni e le emozioni violente o incontrollate). Nonostante un aspetto intimorente, i suoi caratteri di benevolenza e asservimento agli esseri viventi sono simboleggiati dallo stile della sua capigliatura tipica della classe servile.